# Boaz Mauda
Boaz Mauda (hebreiska: בועז מעודה), född 1 november 1987 i Elyakim, Israel, är en israelisk musikartist. Boaz Mauda vann den femte upplagan av israeliska Idol hösten 2007. 
2008 tävlade han i Eurovision Song Contest i Belgrad, Serbien, med bidraget "The Fire in Your Eyes", skriven av den tidigare israeliska eurovisionsschlager vinnaren Dana International, med en plats i den slutliga finalen där han slutade som femma.

## Diskografi

### Singlar
- 2007 – Menagen Veshar
- 2008 – The Fire in Your Eyes (Keilu Kan)
- 2008 – Mi Haya Ma'amin? (med Marina Maximilian Blumin)
- 2008 – Oreakh BaOlam
- 2009 – Lakhzor HaBaita
- 2009 – Time To Pray (med Sirusho och Jelena Tomašević)